# Мелехина (Пермский край)
Мелехина — деревня в Кудымкарском районе Пермского края. Входила в состав Ошибского сельского поселения. Располагается на правом берегу реки Велвы северо-восточнее от города Кудымкара. Расстояние до районного центра составляет 44 км. По данным Всероссийской переписи населения 2010 года, в деревне проживало 159 человек (84 мужчины и 75 женщин).

## История
По данным на 1 июля 1963 года, в деревне проживало 253 человека. До конца 1962 года населённый пункт входил в состав Велвинского сельсовета, а в 1963 году деревня вошла в состав Новоселовского сельсовета.